# Laurie Peret
Pour les articles homonymes, voir Peret (homonymie).
Laurie Peret, née le 13 février 1984 à Clamart, est une humoriste française.
Le grand public l'a découverte avec son sketch musical 1,2,3 sur le thème de l'accouchement.

## Biographie
Née  en Île-de-France, Laurie Peret passe son enfance à Trappes et à Élancourt. Durant son adolescence, elle fréquente une école d'improvisation. Elle intègre la compagnie Déclic Théâtre, poussée par Issa Doumbia (« Un gros coup de cœur amical ») qu'elle avait préalablement rencontré par l'entremise d'une connaissance commune.
En 2009, elle fait ses débuts sur scène dans la comédie musicale Mozart, l'opéra rock, où elle obtient un rôle secondaire en plus d'être la doublure du rôle de Constance Weber. Elle joue ensuite des petits rôles au cinéma et à la télévision, et elle écrit pour Canal +.
En 2017, elle gagne le premier tremplin jeunes humoristes « Rir'O Centre », ce qui lui permet de se produire en première partie des spectacles de Lamine Lezghad. Un de ses sketchs, intitulé 1,2,3 et traitant de l'accouchement, lui permet d'accéder à la notoriété, bénéficiant d'une médiatisation dès sa présentation en octobre 2017 sur la péniche-théâtre La Nouvelle Seine.
En 2018, elle diffuse ensuite ses sketchs sur Internet, fait la première partie de Bun Hay Mean en juin 2018 à La Cigale, et connaît une première exposition dans plusieurs médias. Elle se produit aussi en première partie de Nora Hamzawi. Laurie Peret crée alors son premier spectacle seule en scène, intitulé Spectacle alimentaire en attendant la pension. Ce spectacle est constitué de sketchs chantés où elle interprète aussi la musique sur un piano électrique pour enfants. Avec un humour osé et cru, qui laisse une place à l'humour noir comme à l'improvisation, elle y aborde notamment des thèmes féminins comme la grossesse ou le féminisme. Elle considère sa fille, Jana, comme sa principale source d'inspiration.
En 2021 elle obtient son premier rôle dans un long métrage : Je te veux, moi non plus réalisé par Rodolphe Lauga.

### Engagements
En novembre 2024, Laurie Peret  participe à la cérémonie Les Pics d'Or, organisée par la fondation Abbé-Pierre pour le logement des défavorisés, pour dénoncer, avec ironie, le mobilier urbain anti-SDF.

### Vie privée
Après une grossesse inattendue, elle donne naissance à une fille prénommée Jana le 8 décembre 2013. Aujourd'hui célibataire, elle révèle que, contrairement à son spectacle, c'est elle qui a quitté l'homme qui partageait sa vie et non l'inverse, et ce, après 8 ans de vie commune.

## Spectacles
- 2009 : Mozart, l'opéra rock, comédie musicale mise en scène d'Olivier Dahan : Sophie Weber, la sœur de Aloysia, Constance et Josépha
- 2018 : Spectacle alimentaire en attendant la pension, seule en scène écrit par elle-même
- 2024 : À bientôt quelque part, seule en scène écrit par elle-même

## Filmographie
- 2021 : Je te veux, moi non plus de Rodolphe Lauga
- 2022 : Tous Inconnus de Nicolas Hourès